# المعرض العالمي الكولومبي

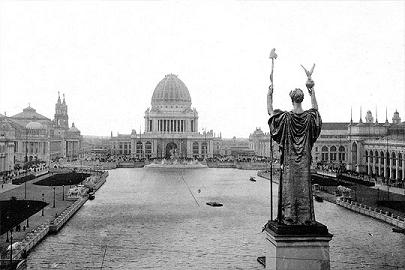
معرض شيكاغو العالمي الكولومبي مع البحيرة وتمثال الجمهورية.

المعرض العالمي الكولومبي (بالإنجليزية: World's Columbian Exposition)‏ هو معرض دولي عقد في مدينة شيكاغو في عام 1893 للاحتفال بالذكرى 400 لوصول كريستوف كولومبوس إلى العالم الجديد في عام 1492. من أهم معالم المعرض كان المسبح الكبير الذي مثل رحلة كولومبس الطويلة إلى العالم الجديد. تفوقت شيكاغو على نيويورك، واشنطن دي سي، وسانت لويس في شرف استضافة المعرض. وقدّم المعرض الكولومبي العالمي داخل أروقة نحو 200 بناية. وخلال هذا الحدث العالمي، وجهت الدعوة لممثلين من نحو 46 دولة. وحسب التقارير الأميركية لتلك الفترة، استقبل المعرض العالمي بشيكاغو ما يزيد عن 27 مليون زائر. وكان للمعرض تأثير اجتماعي وثقافي كبير على الطراز المعماري، والنظافة والفن، ورفع صورة شيكاغو وصورة أمريكا كدولة صناعية.

## معرض صور

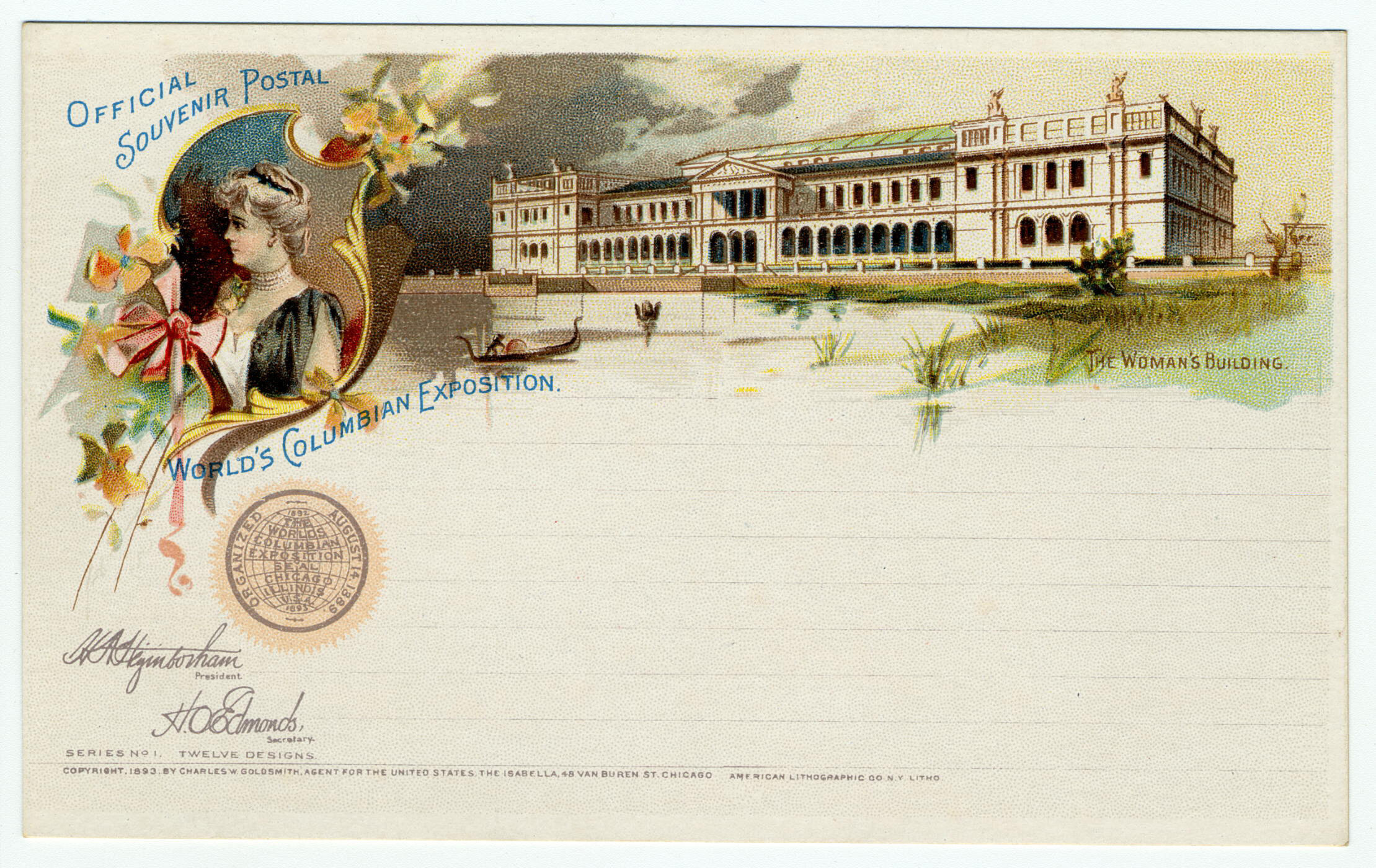
بطاقة بريدية تذكارية صدرت بمناسبة المعرض الكولومبي (ضمن المجموعة الثالثة والأخيرة  من 12 مجموعة)
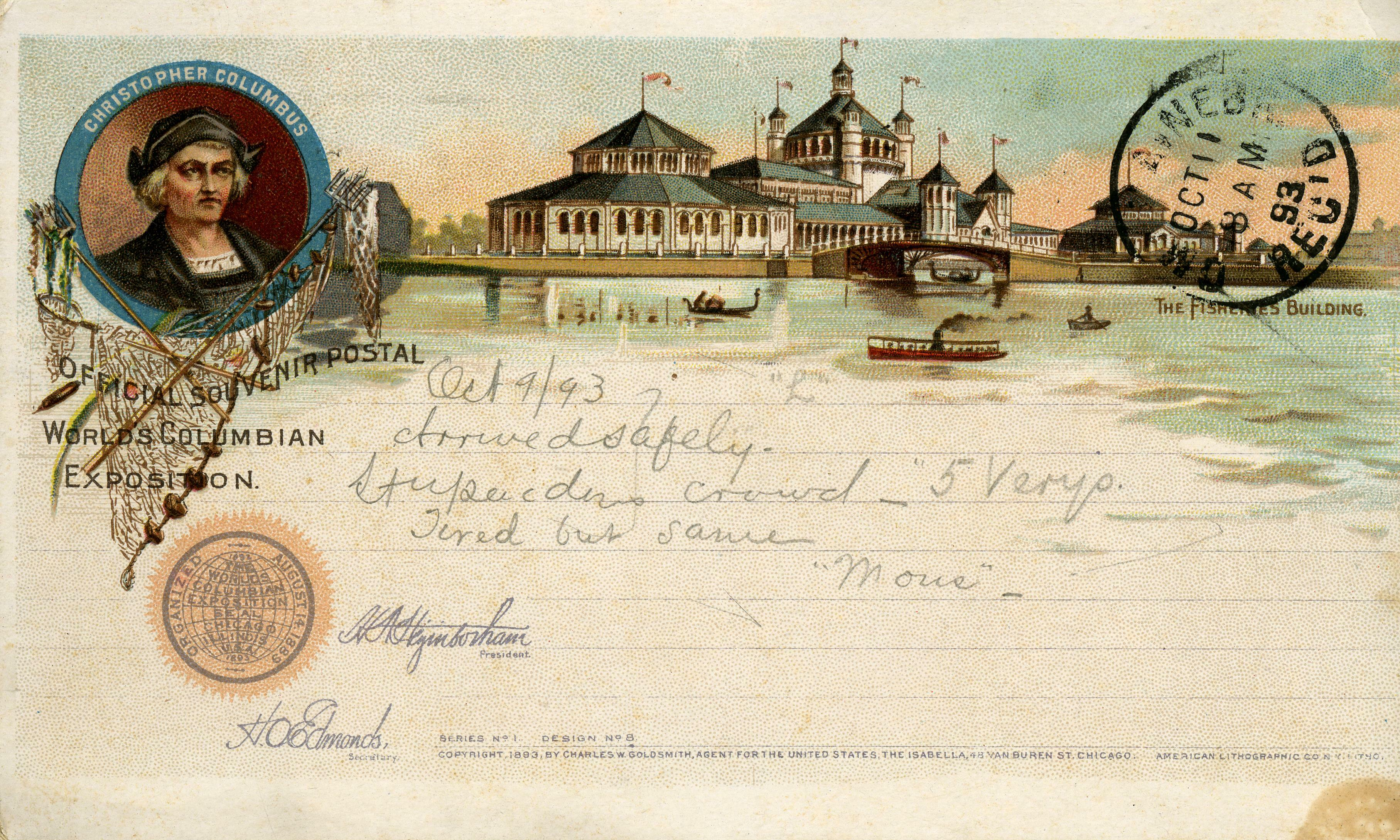
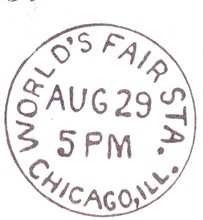
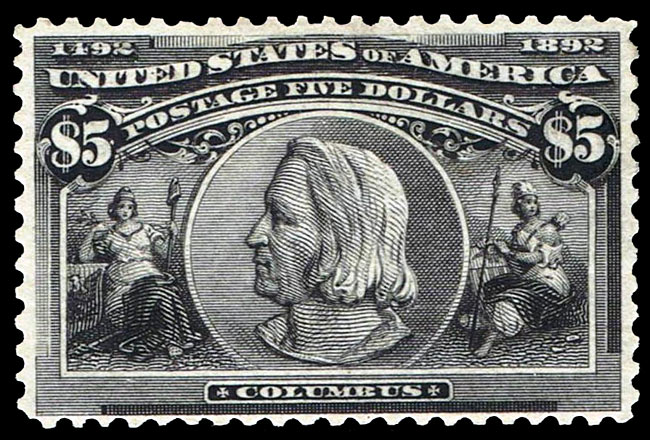